# Saif al-Adel
Mohamed Salah al-Din al-Halim Zaidan (arabisk: محمد صلاح الدين الحليم زيدان, født 11. april 1960 eller 1963) kendt under navnet Saif al-Adel (arabisk: سيف العدل) er en egyptisk sprængstofekspert og nuværende leder af al-Qaeda, en post han overtog efter Ayman al-Zawahiri.
Al-Adel deltog i Den afghansk-sovjetiske krig som jihadist inden han blev et af de stiftende medlemmer af Al-Qaeda og har siden Mohammed Atefs død i 2001 været leder af organisationens militærkomite. Han formodes i dag at opholde sig i Iran sammen med andre højtstående medlemmer af Al-Qaeda.
Al-Adel var i 1980'erne oberst i Egyptens hær, men han blev i 1987 afskediget fra hæren og arresteret sammen med tusinder af islamister med sigtelser om at ville opbygge en Egyptisk Jihad-organisation og at planlægge et kup mod Egyptens præsident Hosni Mubarak. Sigtelserne blev opgivet, men Saif forlod kort efter Egypten og tog til Afghanistan, hvor han i 1988 tilsluttede sig de afghanske mujahediner og afdelingen under al-Qaedas forløber Maktab al-Khidamat.
 Saif blev leder af al-Qaedas medieafdeling og var involveret i produktionen af Osama bin Ladens videoer, der hurtigt fandt et globalt publikum. Saif formodes at være rejst til det sydlige Libanon i begyndelsen af 1990'erne med andre jihadister og Al-Qaeda medlemmer for at deltage i træning med Hizbollah. Herefter blev Saif medlem af Al-Qaedas Shura-råd og i 1992 blev han medlem af organisationens militærkomite, der på daværende tidspunkt var ledet af Mohammed Atef. Han flyttede til Khartoum i 1992, hvor han lærte militante islamistiske grupper at anvende sprængstof. Saif etablerede også en Al-Qaeda enhed for militærtræning i Ras Kamboni i Somalia nær grænsen til Kenya. Saif er eftersøgt af USA for hans rolle i bombningerne af de amerikanske ambassader i Tanzania og Kenya.
Efter Al-Qaedas terrorangreb mod USA den 11. september 2001 og den efterfølgende amerikanske invasion af Afghanistan fik Saif asyl i Iran. I 2015 indgik al-Qaeda en aftale med Irans revolutionsgarde om at overføre Saif til Afghanistan, selvom Saif efter efterretninger modsatte sig overflytningen, da han foretrak at have Iran som  base for sine aktiviteter.
Saif al-Adel har fra sin base i Iran været en effektiv leder af al-Qaeda-operationer på jorden i Somalia, Yemen og Syrien. En rapport fra FN i 2023 konkluderede, at Saif al-Adel var blevet udnævnt til de facto leder af al-Qaeda efter Ayman al-Zawahiris død, men at han ikke kunne blive erklæret al-Qaedas emir grundet modstand fra det afghanske Talibanstyre, der ikke har ønsket at bekræfte Zawahiris likvidering i Kabul, ligesom talibanerne har "teologiske og operationelle" indvendinger mod at al-Adel opholder sig i det shia-muslimske Iran.
Med Zawahiris død er Saif al-Adel en af de få overlevende grundlæggere af al-Qaeda. Saif al-Adel har strammet sit greb om al-Qaedas afdelinger, og har øget sin indflydelse på al-Qaedas afdelinger på Den arabiske halvø mens han afventer officielt at blive erklæret emir. Saif har forsøgt at flytte al-Qaedas hovedkvarter til Yemen, hvor al-Qaeda længe har haft en massiv tilstedeværelse.